# Скочдополе, Хуан Даниэль
Хуан Даниэль Скочдополе (исп. Juan Daniel Skoczdopole; 28 декабря 1811, Пршибрам — 12 марта 1877, Мадрид) — испанский дирижёр чешского происхождения.
Родился в семье монастырского звонаря. Учился в Пражской консерватории, в том числе игре на скрипке у Йозефа Славика. Заменив заболевшего дирижёра во время выступления в Праге бродячего цирка, влюбился в наездницу-испанку и, бросив учёбу, уехал вместе с цирком, в результате чего оказался в Испании, где и остался на всю жизнь. Дирижировал в различных театрах Мадрида, начиная с театра Сирко; в 1844 г. выступил принимающей стороной в серии гастрольных концертов Ференца Листа в этом театре, причём в ходе одного из концертов Лист взял на себя фортепианное сопровождение всех выступавших в одной программе с ним вокалистов, поскольку посчитал сопровождение Скочдополе неудовлетворительным.
В 1851—1865 и 1871—1877 гг. — дирижёр Королевского театра. Руководил также летними сезонами Мадридского концертного общества. Пропагандировал в Испании музыку Рихарда Вагнера, с 1869 года включая в свои концертные программы увертюру к опере «Тангейзер», а 5 февраля 1876 года осуществил первую вагнеровскую постановку в Королевском театре («Риенци»). Густаво Адольфо Беккер отмечал в дирижёрском темпераменте Скочдополе «механическую точность», равную точности паровой машины.
Написал «Большую кантату её величеству Изабелле II» (1852), ряд лёгких фортепианных пьес (вальсы, польки и т. д.), песни.
Младший брат, Франтишек Скочдополе (1823—1907), остался в Пршибраме и стал музыкантом-любителем, руководил шахтёрским духовым оркестром.